# Lijst van oorlogsmonumenten in Wageningen
De Nederlandse gemeente Wageningen heeft 22 oorlogsmonumenten. Hieronder een overzicht.
| Nr.                             | Object                                                    | Herdachte groep                                                              | Ontwerper                       | Onthulling        | Type            | Locatie                        | Plaats     | Coördinaten                   | Foto                                                      |
| ------------------------------- | --------------------------------------------------------- | ---------------------------------------------------------------------------- | ------------------------------- | ----------------- | --------------- | ------------------------------ | ---------- | ----------------------------- | --------------------------------------------------------- |
| 1313                            | Nationaal Bevrijdingsmonument                             | algemeen                                                                     | Han Richters                    | 13 september 1951 | beeld/sculptuur | 5 Mei Plein, 6703 CD           | Wageningen | 51° 58' 2" NB, 5° 40' 4" OL   | Nationaal Bevrijdingsmonument                             |
| 1314                            | Sportmonument                                             | burgerslachtoffers                                                           | Ben Guntenaar                   | 3 mei 1952        | beeld/sculptuur | Mondriaanlaan, 6708 NE         | Wageningen | 51° 58' 59" NB, 5° 39' 6" OL  | Sportmonument                                             |
| 1315                            | Plaquette Hotel De Wereld                                 | algemeen                                                                     |                                 | 9 juli 1945       | beeld/sculptuur | 5 Mei Plein, 6703 CD           | Wageningen | 51° 58' 2" NB, 5° 40' 5" OL   | Plaquette Hotel De Wereld                                 |
| 1316                            | Monument aan de Beekstraat                                | burgerslachtoffers                                                           | E. Verhaaf; G. v.d. Pol         | 3 mei 1946        | plaquette       | Beekstraat 7-9, 6707 DR        | Wageningen | 51° 58' 21" NB, 5° 39' 38" OL | Monument aan de Beekstraat                                |
| 1317                            | Herdenkingsraam Bevrijding 1940-1945                      | algemeen                                                                     | Octave van Nispen tot Pannerden | 5 mei 1987        | glas-in-lood    | Markt, 6701 CX                 | Wageningen | 51° 57' 53" NB, 5° 39' 48" OL | Herdenkingsraam Bevrijding 1940-1945                      |
| 1318                            | Plaquette voor Joop Kerstiëns                             | burgerslachtoffers                                                           |                                 | 10 mei 1990       | plaquette       | Stadsbrink 373, 6707 AA        | Wageningen | 51° 58' 11" NB, 5° 39' 59" OL | Plaquette voor Joop Kerstiëns                             |
| 1320                            | Monument in museum De Casteelse Poort                     | algemeen                                                                     | J. van de Kerks                 |                   | overig          | Bowlespark 1A, 6701 DN         | Wageningen | 51° 57' 52" NB, 5° 39' 56" OL |                                                           |
| 2625                            | Monument Gevallenen 1940-1945                             | algemeen, burgerslachtoffers                                                 |                                 | 3 mei 1946        | Kruis           | Costerweg, 6702 AA             | Wageningen | 51° 57' 57" NB, 5° 39' 28" OL | Monument Gevallenen 1940-1945                             |
| 2776                            | Monument voor Z.K.H. Prins Bernhard                       | overig                                                                       | Hannah van Munster              | 1 december 2005   | reliëf          | 5 Mei Plein, 6703 CD           | Wageningen | 51° 58' 2" NB, 5° 40' 5" OL   | Monument voor Z.K.H. Prins Bernhard                       |
| 2932                            | Plaquette in de voormalige Landbouwhogeschool             | burgerslachtoffers, vervolgden Nederland                                     | Steenhouwer G. Keuzenkamp       | 2 juni 1946       | plaquette       | Generaal Foulkesweg 1, 6703 BG | Wageningen | 51° 58' 2" NB, 5° 40' 6" OL   |                                                           |
| 2933                            | Plaquette in scholengemeenschap Pantarijn                 | burgerslachtoffers, burgers voormalig Nederlands-Indië, vervolgden Nederland |                                 | 4 mei 1951        | plaquette       | Hollandseweg 11, 6706 KN       | Wageningen | 51° 58' 46" NB, 5° 40' 38" OL |                                                           |
| 2934                            | Plaquette in de Bevrijdingskerk                           | burgerslachtoffers                                                           | D.C.A. van de Graaf             | 8 mei 1947        | plaquette       | Ritzema Bosweg 18, 6703 AX     | Wageningen | 51° 58' 11" NB, 5° 40' 22" OL |                                                           |
| 2935                            | Plaquette bij het stadhuis                                | verzet Nederland                                                             |                                 | 5 januari 1998    | plaquette       | Markt 22, 6700 AA              | Wageningen | 51° 57' 52" NB, 5° 39' 47" OL | Plaquette bij het stadhuis                                |
| 2936                            | De Levenspoort                                            | Joodse burgerslachtoffers Wageningen en omgeving                             | Yetty Elzas                     | 4 mei 2000        | beeld/sculptuur | Walstraat                      | Wageningen | 51° 57' 55" NB, 5° 39' 36" OL | De Levenspoort                                            |
| 2937                            | Plaquette bij korfbalvereniging VADA                      | burgerslachtoffers                                                           |                                 | 22 september 1951 | plaquette       | Dolderstraat 88, 6704 PM       | Wageningen | 51° 58' 38" NB, 5° 41' 1" OL  |                                                           |
| 3147                            | Gedenksteen van de voormalige Middelbare Handelsdagschool | burgerslachtoffers                                                           | Chr. v.d. Berg                  | 4 mei 1951        | gedenksteen     | Plantsoen 74                   | Wageningen | 51° 58' 5" NB, 5° 39' 52" OL  | Gedenksteen van de voormalige Middelbare Handelsdagschool |
| 3148                            | Monument voor Walter Britford Dewe                        | geallieerde militairen                                                       |                                 | 17 april 2008     | plaquette       | Havenafweg, 6701 CJ            | Wageningen | 51° 57' 48" NB, 5° 39' 34" OL | Monument voor Walter Britford Dewe                        |
| 3223                            | Plaquette in museum De Casteelse Poort                    | vervolgden Nederland                                                         |                                 |                   | plaquette       | Bowlespark 1a, 6701 DN         | Wageningen | 51° 57' 52" NB, 5° 39' 56" OL |                                                           |
| 3553                            | De Waterlelie                                             | militairen in dienst van het KNIL na 1945                                    | Pim Wever                       | 24 september 2010 | beeld/sculptuur | Nudestraat 12, 6701            | Wageningen | 51° 57' 51" NB, 5° 39' 37" OL | De Waterlelie                                             |
| 3601                            | Vrijheidsvuur                                             | algemeen                                                                     | Hanshan Roebers                 | 5 mei 2011        | zuil            | Generaal Foulkesweg 1, 6703 BG | Wageningen | 51° 58' 3" NB, 5° 40' 7" OL   | Vrijheidsvuur                                             |
| 3659                            | Plaquette Bowlespark 2                                    | burgerslachtoffers                                                           |                                 | 29 juni 2011      | plaquette       | Bowlespark 2, 6701DN           | Wageningen | 51° 57' 53" NB, 5° 39' 58" OL | Plaquette Bowlespark 2                                    |
| Dit oorlogsmonument op Wikidata | Plaquette Wolfwaard                                       | Bewoners                                                                     |                                 | 26 september 1987 | plaquette       | Aan de Rijn 12, 6701 PB        | Wageningen | 51° 57' 17" NB, 5° 39' 48" OL | Plaquette Wolfwaard                                       |